# Койэтт, Бальтазар

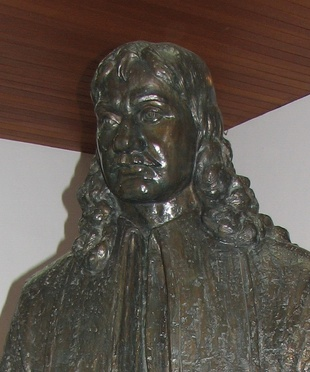
Бюст Фредерика Койэтта, форт Zeelandia, Тайвань

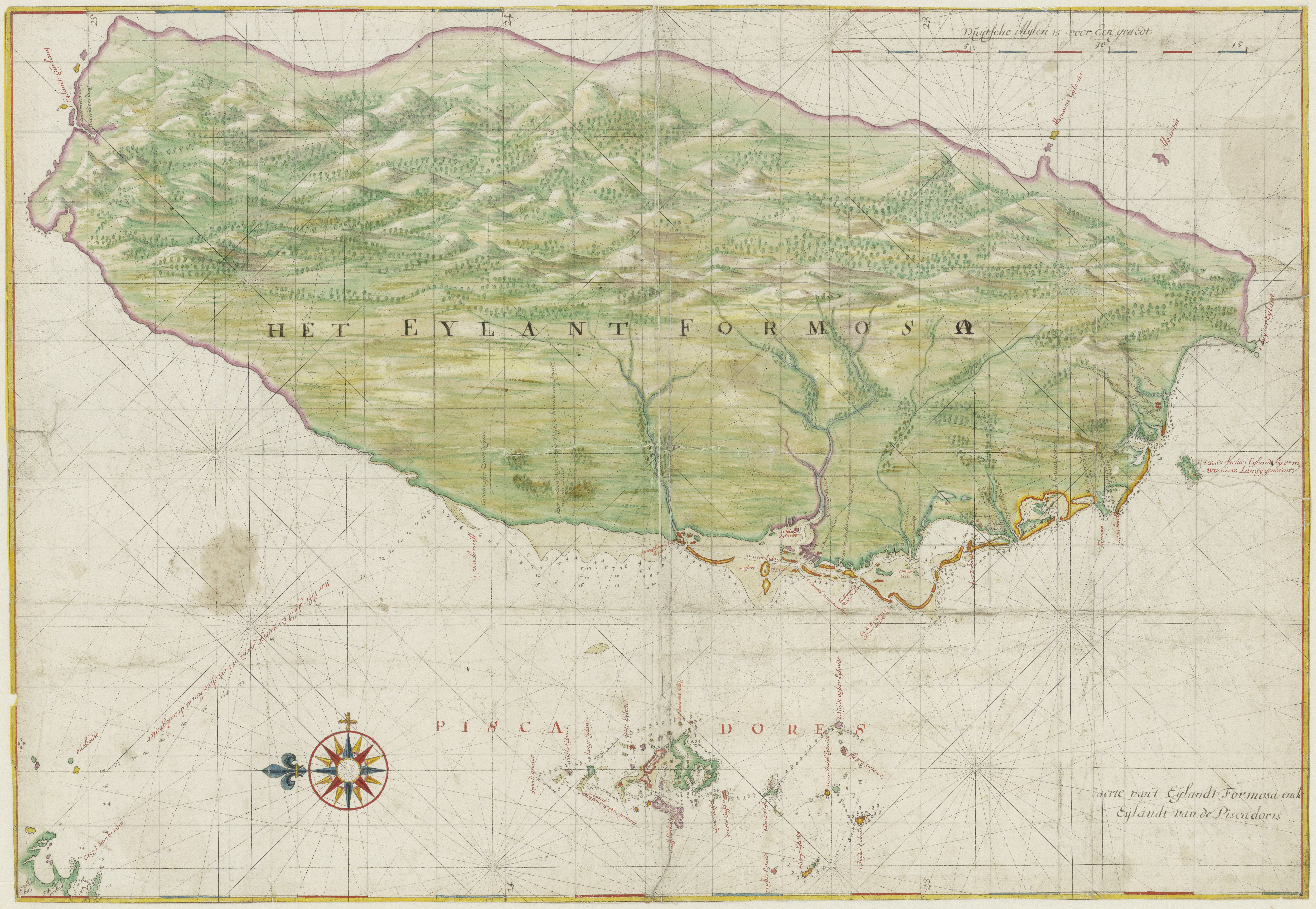
Карта о. Формоза (Тайвань), Голландская Ост-Индия, 1640 г.

Бальтаза́р Койэтт (нидерл. Balthazar Coyett, о. Формоза, 1650 г. — Батавия, 19 сентября 1725 г.) — губернатор и наместник ряда островов голландской Ост-Индии в конце XVII — начале XVIII вв. В составе посольства Нидерландов в течение двух лет (1675—1676) находился в Москве, автор исторического рассказа «Посольство Кунраада фан-Кленка к царям Алексею Михайловичу и Феодору Алексеевичу». Сын последнего голландского губернатора о. Формоза Фредерика Койэтта, внук шведа Елисея Койэтта, генерал-фельдценхмейстера на Русской службе у царя Михаила Феодоровича (1629—1634).

## Биография
Бальтазар принадлежит к роду Койэттов из герцогства Брабант. Один из его представителей, Юлий Койэтт в 1535 году сражался с маврами в Африке и заслужил орден Золотого Руна. Позже, спасаясь от религиозных преследований, Койэтты бежали в Швецию. Один из них, Юлий (также Елисей) Койэтт, с разрешения короля Карла IX поступил на службу русского царя Михаила Феодоровича. У него было три сына:
- Петр Юлий (Petrus Julius) — шведский министр и дипломат († в Бреде в 1667 году)[3]
- Фредерик (Frederick) — отец Бальтазара, губернатор о. Формоза;
- Отто (Otto) — московский купец, стеклозаводчик.

В «Armorial general» Й. Б. Ритсапа упоминается шведский дворянский род Койэттов, с 1706 года ставших баронами (по-видимому, это линия дяди Бальтазара — Петра Юлия). Мужская линия этого рода, однако, прерывается в 1782 году.  Ритсап, впрочем, упоминает и о голландской линии, не указывая, однако, местности, где жили эти Койэтты (скорее всего, это и есть потомки Фредерика и Бальтазара).

### Последний губернатор Формозы

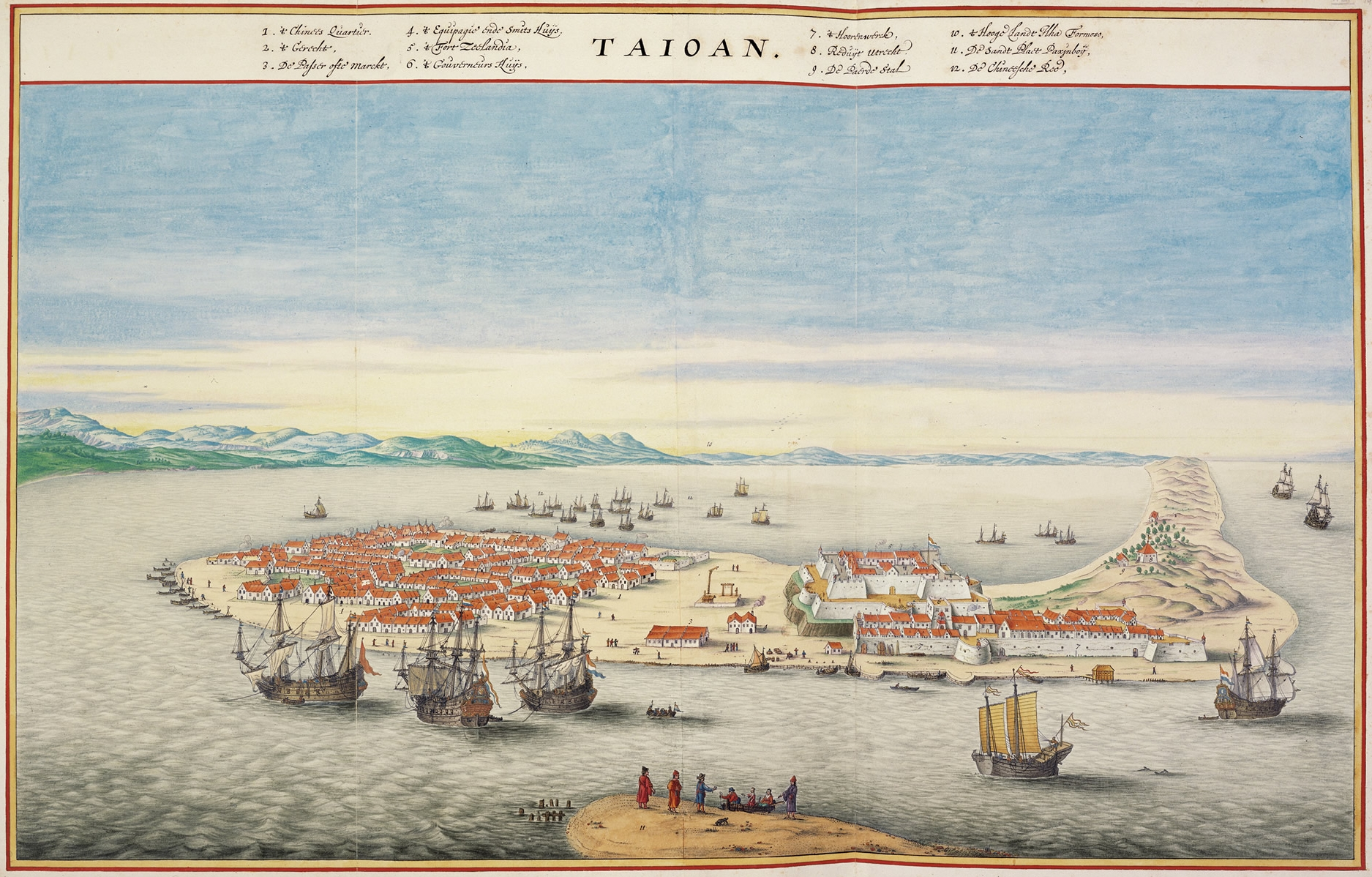
о. Формоза с высоты птичьего полета (вид с моря) 1640г.

По справкам из архива Ост-Индской компании, которые приводит Дельфтский профессор J. E. Heeres, Бальтазар Койэтт родился на острове Формоза (ныне Тайвань) в 1650 году. Он был сыном Фредерика Койэтта (нидерл. Frederick Coyett) и Cюзанны Будэнс (нидерл. Susanna Boudaens, Гаага 1622 - Формоза 1656).
Его отец был последним, двенадцатым по счету, голландским губернатором острова (1656—1662). Родившись в Стокгольме, Фредерик Койэтт почти всю жизнь провел в азиатских колониях Нидерландов. Героически, в течение более, чем 9 месяцев, в 1661 г. сдерживал осаду острова войском Чжэн Чэнгуна (1624—1662), самого знаменитого китайского пирата XVII века (европейцы называли его Коксинга).
Несмотря на героические усилия, предпринятые по обороне форта Зеландия, по прибытии в ставку Ост-Индской компании в Батавию (ныне — Джакарта), Фредерик Койэтт был отдан под трибунал приговорен к пожизненному заключению на острове Банда.
Проведя в ссылке 12 лет, Койэтт написал книгу «Потерянная Формоза…» (нидерл. 't Verwaerloosde Formosa), в которой указал все просчеты и халатность высших должностных лиц Голландской Ост-Индской компании, которые привели к потере острова. Лишь спустя 12 лет, в 1674 году, пойдя навстречу просьбе его сына, принц Вильгельм III Оранский, подписал Фредерику амнистию. Чтобы его отпустили, семье Койэтта, однако, пришлось внести в казну Батавии выкуп в размере 25.000 гульденов.

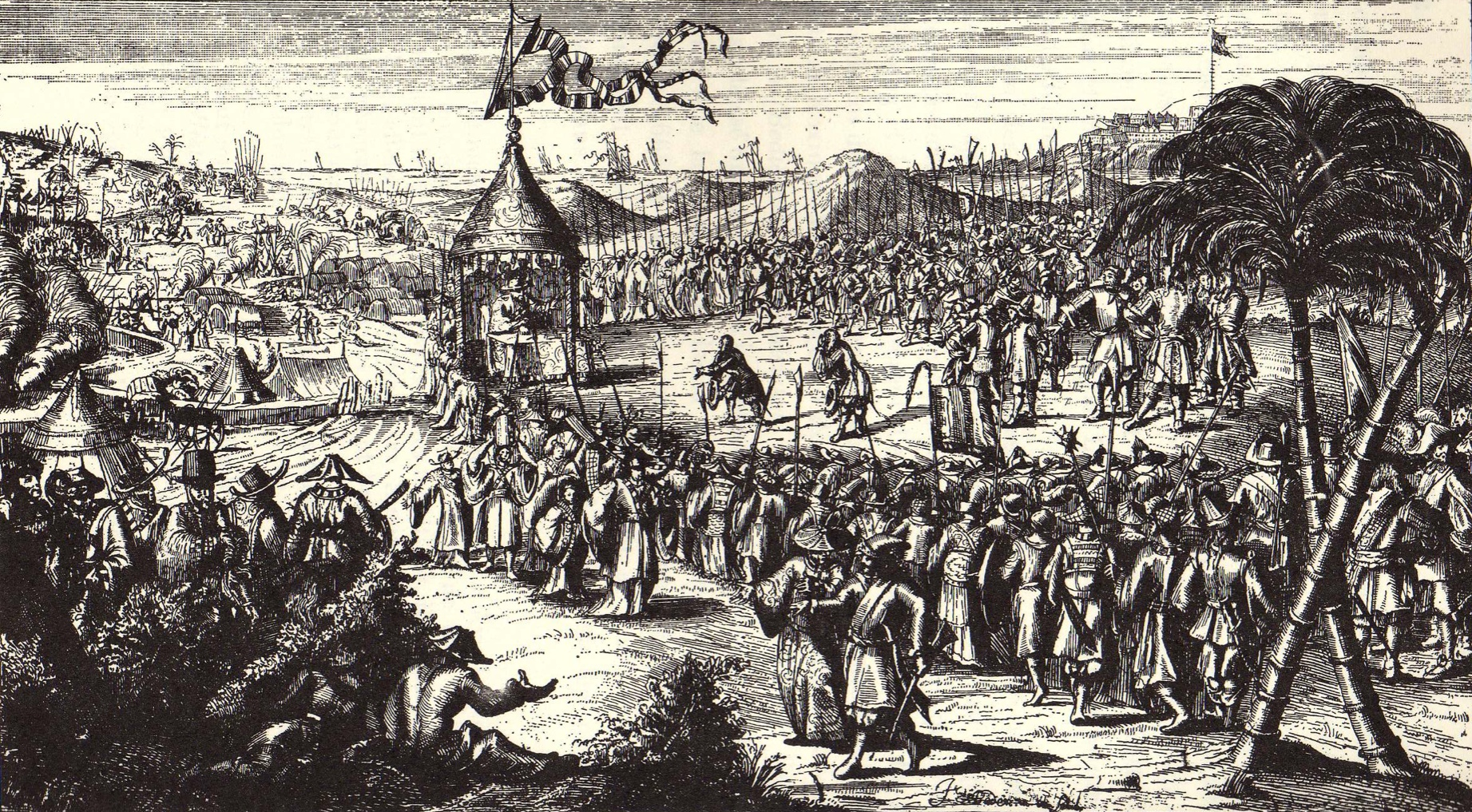
Сдача форта Zeelandia, 1661 г.

В 1675 году по приезде в Амстердам Фредерик Койэтт публикует под псевдонимом "CES" (лат. Coyett et Sociis, «Койэтт и партнеры») свою монографию о Формозе, которая на сегодня признана одним из наиболее полных и достоверных источников информации о колониальных порядках в Голландской Ост-Индии, написанных от первого лица. Наделав много шуму, книга, впрочем, не навредила репутации сына опального губернатора.

### Московское посольство
Тринадцатым губернатором о. Формоза (который должен был сменить Ф.Койэтта) так и не стал присланный Ост-Индской компанией Герман Кленк. Увидев критическое положение острова, он так и не сошел на берег, вернувшись в Батавию. Возможно, в знак благодарности за сохраненную репутацию, он позднее составит протекцию Койэтту-младшему, познакомив его со своим братом Конрадом.
Добившись в 1674 году освобождения отца, он приезжает с ним в Нидерланды. Осенью 1675 года Бальтазар получает предложение отправиться с голландским посольством в Москву. О предыдущей аналогичной миссии 1664/1665 годах Якоба Борейля известно из документов бургомистра Амстердама, управляющего Ост-Индской компании, дипломата Николааса Витсена, который по возвращении из Москвы опубликовал книгу «Путешествие в Московию» (Moscovische Reyse) и известную Карту Тартарии. Любопытно, что в этом посольстве Схельтемы (І, 269) также указывают некоего Койэтта, однако кто именно это был — решить трудно.
Как следует из текста записок «Посольства Кунраада Кленка…», дворянин Бальтазар Койэтт — купец из Амстердама (как в свое время и Кленк). Будучи подчиненным Чрезвычайного посла, он выполняет, однако, исключительно почетные поручения. Наверняка, он был приглашен в состав посольства ещё и потому, что семья его была для России не чужой: дед Бальтазара, шведский ювелир, строил для царя Михаила Федоровича Монетный двор, был здесь пушечных и колокольных дел мастером, а родной брат отца — стеклозаводчиком. Очевидно, речь идет о «Елисее Коете» (нидерл. Gillis Coijet), упоминаемом в книгах Голландского двора:
1634 г. …Умер в Москве Швед Елисей Коет, пушечный и колокольный мастер, получавший на месяц кормовых денег по 100 р.; на место его определен Фрисландец Ганц Фальк. — Сей получал на месяц кормовых по 50 р. и хотя Коета превосходил в мастерстве, но был от бояр утесняем.

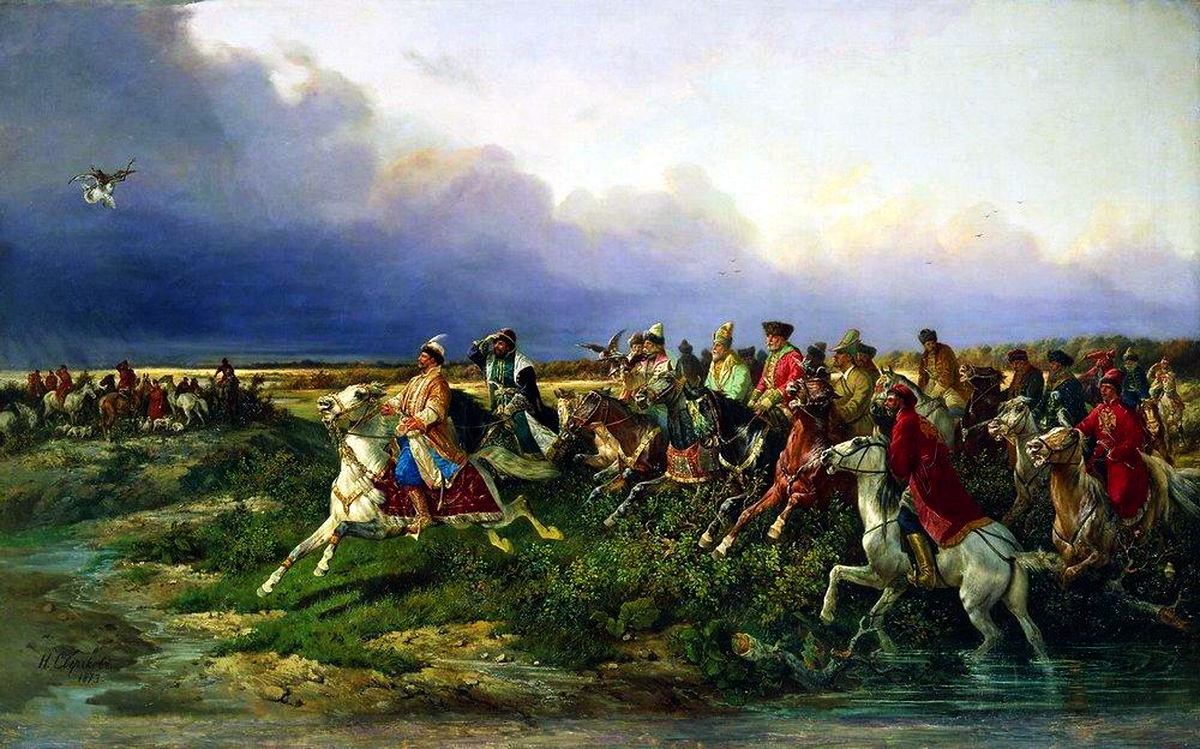
Царь Алексей Михайлович с боярами на соколиной охоте близ Москвы

Из текста «Посольства Кунраада Кленка…» вытекает, что под Москвой (неподалеку от Ново-Иерусалимского монастыря) находился стекольный завод Койэтта, двоюродного брата автора. Вероятно, сына Отто Койэтта зовут так же, как и деда, поскольку Схельтема, со слов Кильбургера, сообщает, что Julius Coyet имел близ Москвы бутылочный завод.
Голландские миссии посещают Койэттов под Новым Иерусалимом регулярно. Николаас Витсен в отчете о поездке к патриарху Никону в 1665 году говорит: van daar besoghten wy in ‘t voor by gaen de heer Coujet, welck daer omtrent een glasblaserije heeft… то есть «выехав отсюда (из Нового Иерусалима), мы мимоходом посетили господина Койэта, имеющего здесь по близости стеклянный завод».
В секретных совещаниях Койэтт участия не принимает, однако важнейшие документы и даже концепты речей, как видно из книги, были ему доступны. Человек он был любознательный, о чём свидетельствуют не только многочисленные ценные экскурсы, но и события, описанные в его дневнике: Бальтазар не сидит на одном месте, постоянно пользуется свободным временем для разъездов, расспросов и наблюдений.

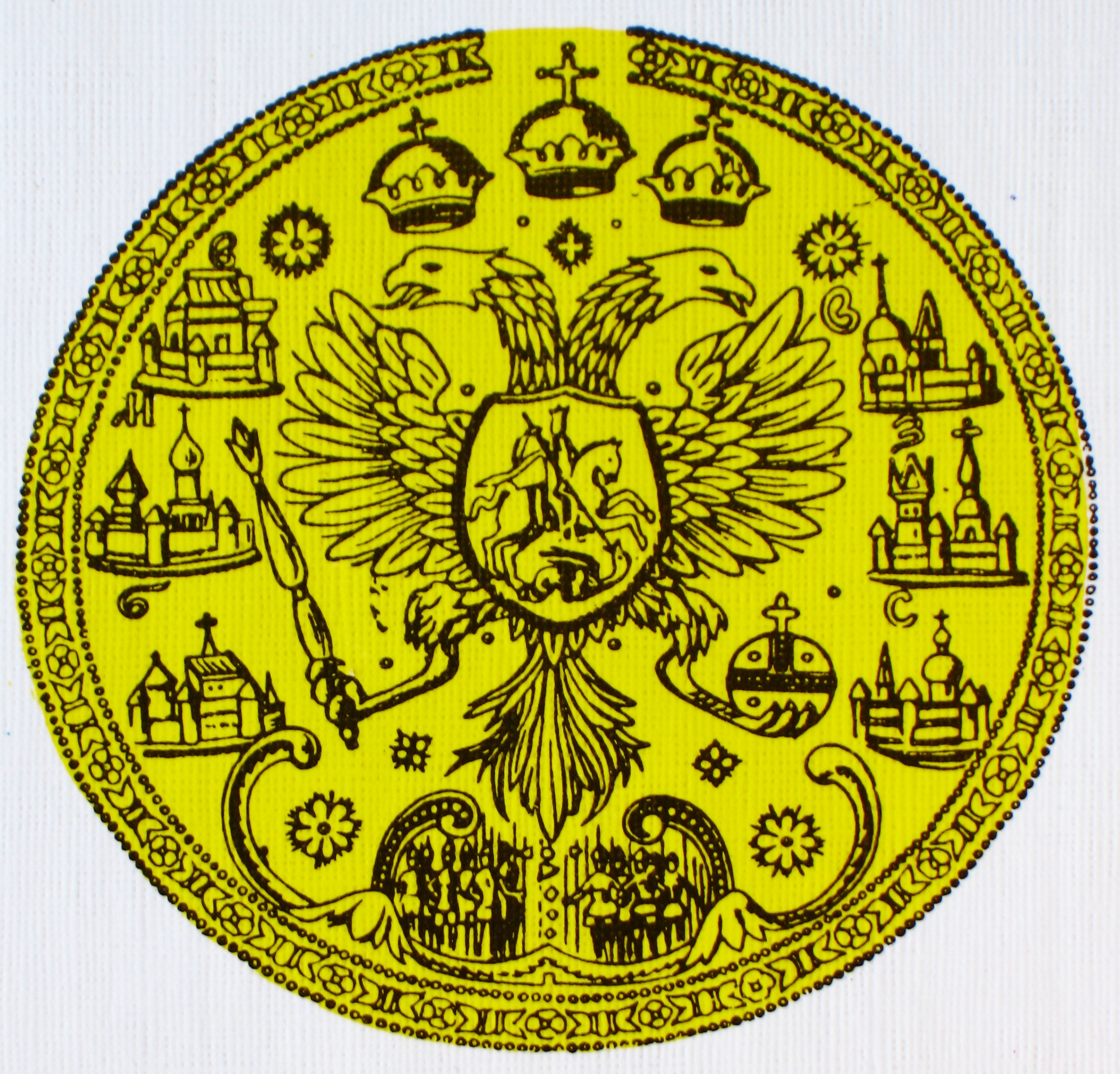
Большая государственная печать Алексея Михайловича, 1667 год

Любопытно, к примеру, его описание соколиной охоты, к которой царь был очень не равнодушен. Птичий двор, на котором соколов обучали приемам охоты, тогда находился на Семеновском поле, с рощей в районе Соколиной горы, осмотрев которую Бальтазар Койетт, нашел её «очень приятной»:
На высоких холмах в лесу, а вершина в самые деревья, устраиваются ловушки ... Соколы и другие хищные птицы направляются к этой сетке, где сидит птица, но как они только подлетят к ней, <... > ловушки закрываются. Нам рассказали, что эти соколы и все, что к ним относилось, ежегодно стоили его величеству 200 000 гульденов
Как видно из скудных биографических данных о Койэтте, он был ещё достаточно молодым человеком, когда приехал с Кленком в Россию. Книга его не отличается тою ученостью, как сочинение Гюи Мьежа, описавшего посольство Карлейля. Он ни разу не цитирует древних авторов, как не делает этого, впрочем, и сам Кленк в своих донесениях, отличаясь этим от ученого каноника Келлера, то и дело цитирующего Латинские стихи. На чужие сочинения у него имеется лишь две ссылки: он знает сочинение Мартина Мартиния «О Татарских войнах» и ответ Фельгабера патриарху Иосифу.
Вскоре по возвращении из Москвы Койэтт-младший отправляется по стопам отца — в азиатские колонии Нидерландов.

### Голландская Ост-Индская компания
Бальтазар поступает службу в Ост-Индскую компанию, став в 1681 году становится секретарем созданной в 1664 г. Коллегии, которая занималась урегулированием пограничных споров, а позднее — надзором за дорогами и мостами.
В 1684 году он возвращается в Голландию (по всей видимости, по причине болезни отца, который умирает в Амстердаме в 1687 году).

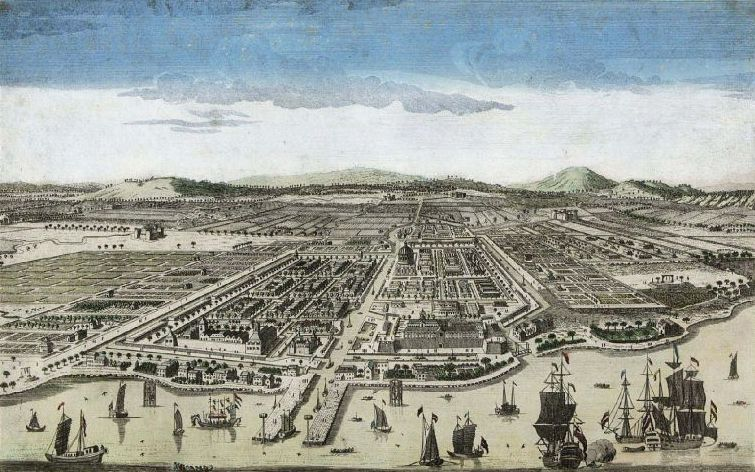
Батавия (сейчас Джакарта) — центр Голландской Ост-Индии

Начиная с 1687 года Койэтт уже регулярно упоминается в документах Ост-Индской компании.
Поступив на службу как Opperkoopman (то есть главный купец) он вновь прибывает в 1688 году прибыл в Батавию. В 1691 году он становится «вторым» (временным) губернатором острова Банда — того самого, где отбывал ссылку его отец. В 1693 году его назначают губернатором Амбона, год спустя он становится начальником провинции (Gesaghebber) на Банде. В 1696 году Бальтазар получает звание президента, в 1697 году — губернатора и директора о. Банда, с жалованьем в 200 флор. в месяц.
В 1700 году он становится губернатором и директором Амбона.
В 1706 году вышел в отставку, а в 1707 году был подвергнут суду, якобы за вымогательство, и лишен годового оклада;
В 1709 году его дело было пересмотрено и компания хотела послать его с миссией на полуостров Малакку, но Койэтт отказался, сославшись на то, что ему уже «под шестьдесят лет».

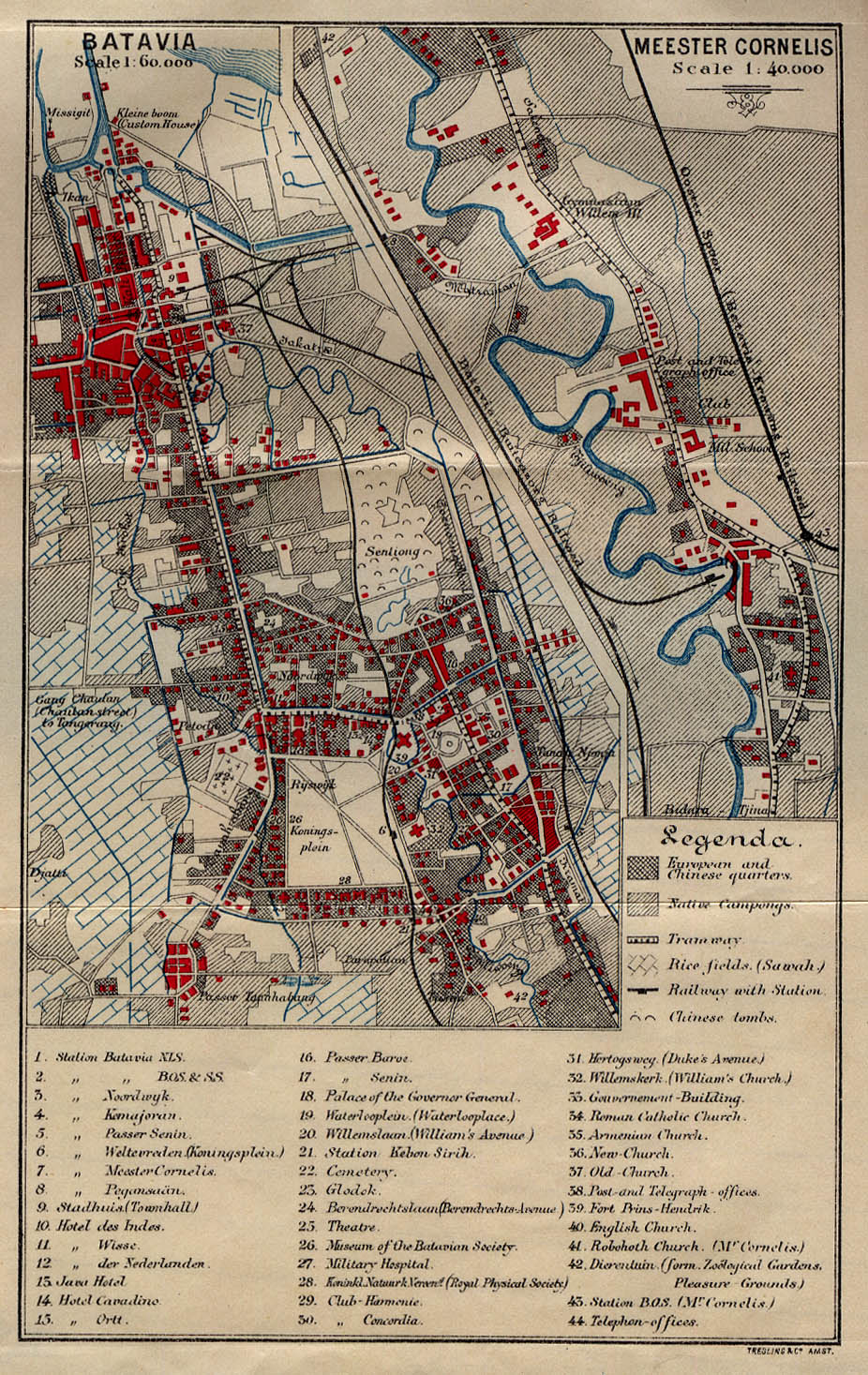
Карта Батавии, 1897 год

В 1713 году было решено, что нет оснований лишать Койэтта его годового оклада. Есть, впрочем, много указаний, что Бальтазар Койэтт был человеком очень состоятельным.
В 1715 году был назначен комиссаром «отечественных дел» (heimelyksche Zaken) в Батавии, где прослужил еще около 10 лет.
1-го июня 1725 года он ушёл в отставку по состоянию здоровья, в том же году 19-го сентября скончался.

## Семья
Мать Бальтазара, Сюзанна Будэнс (1622—1656), была родом из Гааги. Она умерла рано, родив Фредерику Койэтту единственного сына. Незадолго до смерти отец женился повторно.
Бальтазар венчался в 1681 году с Констанцией Пьерард (нидерл. Constantia Pierraerd, Haarlem, North Holland, 21 мая 1654). У супруги это был 2-й брак (от 1-го брака с Quiryn Meyburgh у нее была дочь — Констанция). У Констанции и Бальтазара было 6 детей:
- Фредерик Юрий (Frederik Julius, 1680—1736) — также был колониальным чиновником
- Энтони Бальтазар (Anthony Balthasar, 1682—?)
- Сюзанна Джулия (Susanna Julia, 1684—?),
- Константин Август (Constantin Augustus, 1688—?)
- Сюзанна Елена (Susanna Helena, 1690—?)
- Ян Константин (Jan Constantijn, умер младенцем)[1]

Прямые потомки Койэттов сейчас живут в Бельгии. В 2006 году, накануне 350-летия передачи острова Китаю, представитель уже 14-го поколения (после Фредерика Койэтта) посетил форт Зеландия (ныне крепость Анпин), заявив о желании встретиться с потомками рода Чжэн Чэнгуна.

## Творчество
- «Voyagie van den Heere Koenraad van Klenk, extraordinaris ambassadeur van haer Ho : Mo: aen Zyne Zaarsche Majesteyt van Moscovien» (Амстердам, 1677).
- «Рыбы, раки и крабы различных цветов и необычного вида, которые встречаются вокруг Молуккских островов» (в соавторстве с Адрианом Ван дер Стеллем, губернатором провинции Амбуан; Амстердам, 1717)

## Признание
- Автор книги «Крушение Империи Русских Царей. 1675-1700»[22] Александр Кас считает записки Б. Койэтта «Посольство Кунраада фан-Кленка...» поистине «драгоценным документом»[23] для исследователей последнего года жизни царя Алексея Михайловича и событий, последовавших за смертью монарха.
- В посвященном английскому королю Георгу великолепно иллюстрированном сочинении под названием «Рыбы, раки и крабы различных цветов...», выпущенном Луи Ренаром в 1717 году и снабженном рисунками, выполненными вручную, есть любопытнейшее свидетельство о русалке. Эта книга стала плодом тридцатилетнего исследования, проведенного в ост-индийских морях Бальтазаром Койеттом, губернатором островов провинции Амбуан и главой комиссаров в Батавии, и Адрианом Ван дер Стеллем, губернатором провинции Амбуан. Во втором томе, на странице 240 имеется изображение русалки с соответствующей подписью: «Морская Женщина. Существо, похожее на сирену, пойманное возле острова Борнео, в департаменте Амбуан. Оно было 59 дюймов длиной, размером с угря. На суше, помещенное в бочку с водой, оно прожило четыре дня и семь часов...» В предисловии издателя сказано: «Честь этого открытия принадлежит господину Бальтазару Койетту. Будучи губернатором, он всячески поощрял отлов различных диковинных рыб и, собрав более двухсот рисунков, изображавших рыб, приносимых ему туземцами Амбуана и соседних островов, а также осевшими здесь голландцами, он составил из них две коллекции, которые были привезены его сыном господину Скотту, главному управляющему Ост-Индской компании в Амстердаме. Тот велел сделать с них точные копии»[24].